# Lutilhous
Lutilhous település Franciaországban, Hautes-Pyrénées megyében. Lakosainak száma 214 fő (2022. január 1.). Lutilhous Caharet, Bégole, Capvern, Houeydets, Lagrange, Mauvezin és Péré községekkel határos.

## Népesség
A település népességének változása:
| Lakosok száma | 221  | 226  | 227  | 223  | 221  | 219  | 216  | 217  | 214  |
|               | 2013 | 2015 | 2016 | 2017 | 2018 | 2019 | 2020 | 2021 | 2022 |